# Gabriël Munnichs
Gabriël Maria Munnichs ('s-Hertogenbosch, 29 oktober 1953 - Tilburg, 3 augustus 2024) was een Nederlands jurist.
Munnichs studeerde rechten aan de Katholieke Universiteit Brabant. Hij werkte enige tijd bij het ministerie van Binnenlandse Zaken en werd in 1990 officier van justitie bij het arrondissementsparket Rotterdam van het Openbaar Ministerie. In 1998 werd hij daar teamhoofd en officier eerste klasse, totdat hij in 2004 overstapte naar het parket-generaal (het centrale bestuur van het OM) als hoofd bestuurlijke en juridische zaken en plaatsvervangend directeur. Per 1 oktober 2008 werd hij benoemd tot plaatsvervangend hoofdofficier van justitie bij de rechtbank Breda en twee jaar later tot hoofdofficier bij de rechtbank Middelburg, als opvolger van Diederik Greive. Na de fusie van de rechtbank Middelburg en de rechtbank Breda tot de rechtbank Zeeland-West-Brabant was Munnichs plaatsvervangend hoofdofficier van het arrondissementsparket. Van juli 2012 tot april 2014 was hij tevens plaatsvervangend advocaat-generaal bij het gerechtshof Amsterdam.
In 2013 maakte Munnichs de overstap naar de "zittende magistratuur" als rechter bij de rechtbank Rotterdam, eerst als rechter-plaatsvervanger en vanaf mei 2014 als voltijds rechter. Op 1 juli 2020 werd hem ontslag verleend vanwege het bereiken van de pensioengerechtigde leeftijd; hij bleef nog tot 2023 aan als rechter-plaatsvervanger, toen hij de wettelijke ontslagleeftijd van 70 jaar bereikte.
Munnichs overleed in 2024 op 70-jarige leeftijd. Hij was getrouwd en had drie kinderen.